# Franska Västindien
Franska Västindien eller Franska Antillerna (franska: Antilles françaises) är en term som avser de sju territorierna som för närvarande är enligt fransk suveränitet i Antillerna, Västindien: de två utomeuropeiska departementen Guadeloupe (Basse-Terre och Grande-Terre) och Martinique, de två utomeuropeiska kollektiven Saint Martin och Saint-Barthélemy, plus öarna i Îles des Saintes, Marie-Galante och La Désirade som är underlydande områden till Guadeloupe för tillfället. 

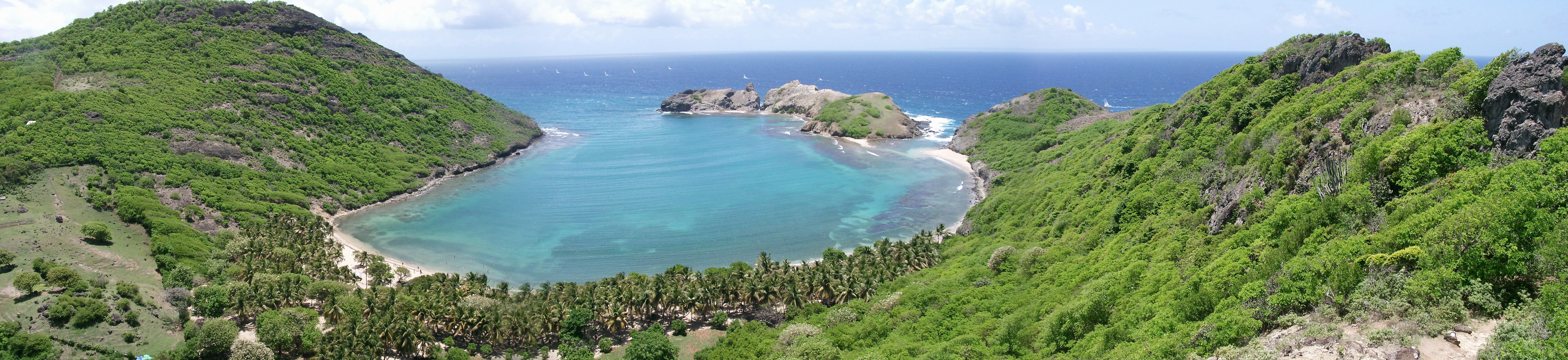
Les Saintes

Dessutom har några av öarna i nuvarande och tidigare Brittiska Västindien styrts en gång i tiden av Frankrike. På vissa av dem talas ett fransk-baserat kreolspråk.

## Tidigare öar i Franska Västindien
- Hispaniola (den tidigare franska kolonin, Saint-Domingue, låg på den västra tredjedelen av ön som nu är landet Haiti)
- Dominica
- Grenada
- Grenadinerna
- Saint Croix
- Saint Kitts
- Saint Lucia
- Saint Vincent
- Tobago